# Pétition d'un viveur malgré lui
Pétition d’un viveur malgré lui est une nouvelle de Guy de Maupassant, parue en 1882.

## Historique
Pétition d’un viveur malgré lui est initialement publiée dans la revue Gil Blas du 12 janvier 1882, sous le pseudonyme de Maufrigneuse. L'intrigue de cette nouvelle, dans un récit plus resserré, sera reprise en grande partie dans Une passion, publiée dans la revue Gil Blas du 22 août 1882.

## Résumé
Le narrateur, Maufrigneuse, un homme âgé, écrit une pétition aux juges, magistrats et jurés pour les accuser de partialité en favorisant systématiquement les femmes dans les procès. 
En tant qu’ancien séducteur, il veut rétablir une vérité : ce ne sont pas les hommes qui séduisent neuf fois sur dix, mais les femmes et de prendre l'exemple sur son passé de jeune officier dans un port de mer.
Il aimait valser et rapidement, il remarque qu’une femme mariée le fixe intensément. Par timidité, il n’ose pas l’aborder, mais le manège continue, l’affaire se conclut et dure un temps, ponctuée par la férocité et la jalousie de la dame.
Quand le régiment doit partir, elle vient dans sa chambre lui annoncer qu’elle le suit. Il essaie de négocier, rien n’y fait, la dame persiste, elle va tout quitter, mari, enfants, position sociale par amour pour lui. Finalement, il lui défend de le suivre.
Elle fait une tentative de suicide, elle est mourante, seule une promesse d’amour pourrait la sauver. Il abdique, quitte l’armée et part vivre avec la dame dans le sud de l’Italie.
Deux ans après, le mari vient chercher madame, non pour lui, mais pour leurs deux filles. Elle refuse. Les deux hommes insistent, rien n’y fait. Six ans après la dame meurt, il est délivré.
Aux yeux de tous dans cette histoire, il était le coupable et elle, la victime. 

## Extraits
- « Le mari prit son chapeau, me salua, prononça un : je vous plains, monsieur, venu du cœur, et s’en alla. Je le gardai encore six ans, Elle avait l’air de ma mère. Elle mourut. »
- « Voyez ces fillettes...deux par deux, errant sur les trottoirs, provocantes, l'œil hardi, prête à accepter tout rendez-vous, cherchant l'amour... »
- « Oh moi ma chère, si j’ai la chance de trouver un garçon riche, je te promets qu’il ne me lâchera pas comme Amélie, ou bien gare au vitriol. »

## Édition française
- Pétition d’un viveur malgré lui, dans Maupassant, Contes et Nouvelles, texte établi et annoté par Louis Forestier, éditions Gallimard, Bibliothèque de la Pléiade, 1974  (ISBN 978-2-07-010805-3).